# 伯爾薩鄉
46°22′59″N 22°04′01″E / 46.383°N 22.067°E
伯爾薩鄉（羅馬尼亞語：Comuna Bârsa, Arad），是羅馬尼亞的鄉份，位於該國西部，由阿拉德縣負責管轄，面積52平方公里，海拔高度146米，2011年人口1,791，人口密度每平方公里37人。